# لوفلهورن
لوفلهورن (به لاتین: Löffelhorn) یک کوه در سوئیس است که در کانتون وله واقع شده‌است. لوفلهورن ۳٬۰۹۵ متر بالاتر از سطح دریا واقع شده‌است.